# Верхняя Уртамка
Ве́рхняя Урта́мка — деревня в Кожевниковском районе Томской области, Россия. Входит в состав Малиновского сельского поселения.

## География
Деревня протянулась вдоль левого берега реки Уртамка. На противоположном берегу лежит деревня Борзуновка.

## Население
| 2002 | 2010 | 2012 | 2013 | 2014 | 2015 | 2021 |
| ---- | ---- | ---- | ---- | ---- | ---- | ---- |
| 154  | ↘87  | ↘76  | ↘64  | ↘59  | ↘53  | ↗71  |

## Социальная сфера и экономика
Ближайшие школа, сельская библиотека и фельдшерско-акушерский пункт находятся в Борзуновке.
Основу местной экономической жизни составляют сельское хозяйство и розничная торговля.